# Histoire singulière à l'est du fleuve (film, 1992)
Pour les articles homonymes, voir Histoire singulière à l'est du fleuve.
Pour plus de détails, voir Fiche technique et Distribution.
Histoire singulière à l'est du fleuve (濹東綺譚, Bokutō kidan) est un film japonais de Kaneto Shindō sorti en 1992 et adapté d'un roman de Kafū Nagai.

## Synopsis
Un écrivain japonais tombe éperdument amoureux d’une jeune geisha nommée Oyuki...

## Fiche technique
- Titre français : Histoire singulière à l'est du fleuve[1]
- Titre original : 濹東綺譚 (Bokutō kidan?)
- Titre anglais : The Strange Tale of Oyuki[2]
- Réalisation : Kaneto Shindō
- Scénario : Kaneto Shindō, d'après le roman homonyme de Kafū Nagai paru en 1937[3]
- Photographie : Yoshiyuki Miyake
- Montage : Yukio Watanabe
- Musique : Hikaru Hayashi
- Direction artistique : Shigemori Shigeta
- Producteurs : Jirō Shindō, Shosuke Taga et Manabu Akashi
- Société de production : Kindai Eiga Kyōkai (en)
- Sociétés de distribution : Tōhō et Art Theatre Guild
- Pays d'origine :  Japon
- Langue originale : japonais
- Format : couleur - 2,35:1 - 35 mm - son stéréophonique
- Genre : drame
- Durée : 116 minutes[4] (métrage : 3 186 m[4])
- Dates de sortie :
  - Japon : 6 juin 1992[4]
  - États-Unis : 8 mai 1993[2]

## Distribution
- Masahiko Tsugawa : Kafū Nagai
- Yuki Sumida (ja) : Oyuki
- Yoshiko Miyazaki : Ohisa
- Tomomi Seo (ja) : Outa
- Yasuko Yagami (ja) : Kimi Kurosawa
- Haruko Sugimura : la mère de Kafū
- Nobuko Otowa : Masa
- Kei Satō : inspecteur de police
- Hisashi Igawa : Kan Kikuchi
- Chōichirō Kawarasaki (ja) : Take-san
- Rokkō Toura : un adepte
- Yōsuke Ishii (ja) : un adepte
- Kōichi Ueda (ja) : un homme d'âge moyen
- Yoshiyuki Ōmori (ja) : Satoru, le fils de Masa
- Daijirō Harada (ja) : Sosen Nagai
- Hiroshi Kadokawa (ja) : le professeur de chant
- Kazuyo Asari (ja) : la propriétaire de Masago
- Jun Hamamura
- Jirō Kawarazaki (ja)
- Ben Hiura (en)

## Autour du film
En 1960, le réalisateur Shirō Toyoda a tourné Histoire singulière à l'est du fleuve, une première adaptation du roman Une histoire singulière à l'est du fleuve (濹東綺譚, Bokutō kitan) de Kafū Nagai, avec Fujiko Yamamoto dans le rôle d'Oyuki.

## Distinctions
Sauf indication contraire, les informations mentionnées dans cette section peuvent être confirmées par la base de données cinématographiques IMDb,  présente dans la section « Liens externes ».

### Récompenses
- 1992 : Hōchi Film Award de la meilleure nouvelle actrice pour Yuki Sumida (ja)
- 1993 : prix de la révélation de l'année pour Yuki Sumida (ja) et Yoshiyuki Ōmori (ja) aux Japan Academy Prize[6]
- 1993 : prix Kinema Junpō de la meilleure actrice pour Yuki Sumida (ja)
- 1993 : prix Blue Ribbon de la meilleure nouvelle actrice pour Yuki Sumida (ja)[7]
- 1993 : prix Mainichi de la meilleure actrice dans un second rôle pour Nobuko Otowa et grand prix Sponichi du nouveau talent pour Yuki Sumida (ja)[8]
- 1993 : prix du meilleur nouvel acteur pour Yoshiyuki Ōmori (ja) et de la meilleure nouvelle actrice pour Yuki Sumida (ja) au festival du film de Yokohama

### Sélections
- 1993 : prix du meilleur acteur pour Masahiko Tsugawa, du meilleur scénario pour Kaneto Shindō et des meilleurs décors pour Shigemori Shigeta aux Japan Academy Prize[6]